# Dilès de Vannes
Dilès de Vannes  (floruit IXe siècle) évêque de Vannes vers 870.

## Contexte
Dilès n'est pas mentionné dans la Gallia Christiana qui place entre les évêques Courantgen et Kenmenoc, un prélat nommé « Herenna » (Jérémie) comme XIXe évêque .
Cependant selon Joseph-Marie Le Méné : Dilès est mentionné une seule fois dans le Cartulaire de Redon dans un acte relatif à deux salines: «  Fait à Guérande un dimanche aux nones de février sous le règne de Salomon et la première année de l'épiscopat de Dilès ». Salomon est assassiné en 874 et Courantgen  meurt fin 868 ou début 869. Le seul jour des nones de février qui coïncide avec un dimanche est en 870 dans la première année d'un épiscopat qui commence sans doute en 869.
Comme  Augustin du Paz  et la Gallia Christiana;  Arthur de la Borderie lui donne comme successeur « Jérémie qui lui succède dès 871 et va porter au Pape de Rome Adrien II les présents et les hommages du roi Salomon »

## Source bibliographique
- Arthur de La Borderie, Histoire de la Bretagne, vol. II, Mayenne, Joseph Floch (réédition), 1975, 563 p., p. 113,267,337